# Harald Friedrich (Maler)

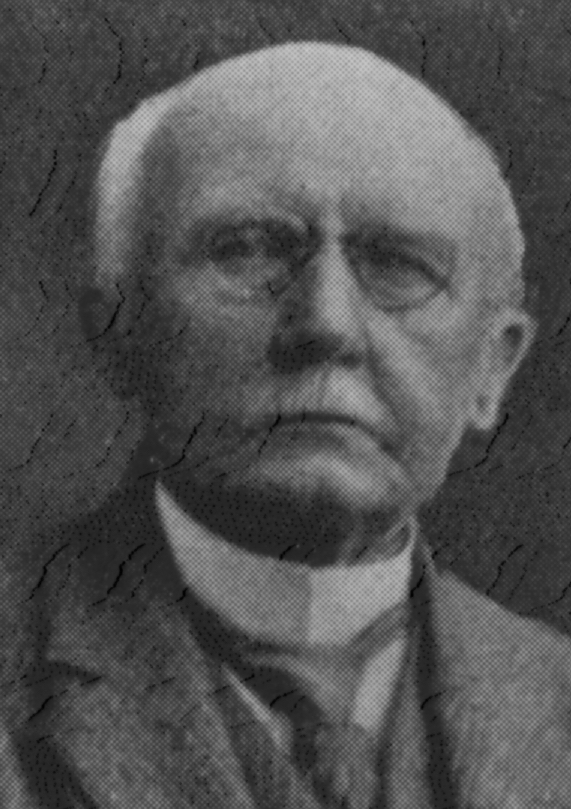
Harald Friedrich

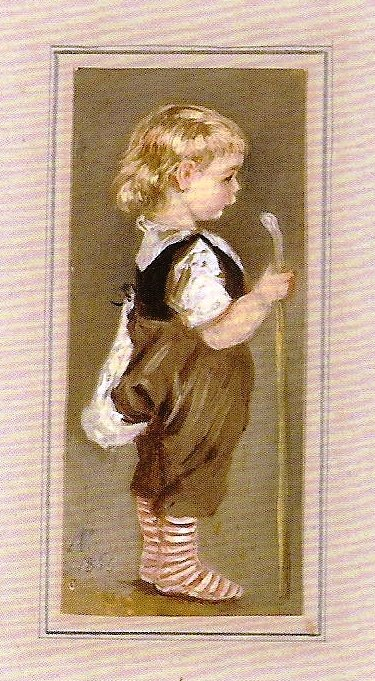
Adolf Friedrich: Bildnis Harald Friedrich als Zweijähriger, 1860

Harald Otto Julius Friedrich (* 14. April 1858 in Dresden; † 5. April 1933 in Florenz) war ein deutscher Maler, Hochschullehrer sowie der Enkel und letzter direkter männlicher Nachkomme von Caspar David Friedrich. 

## Leben

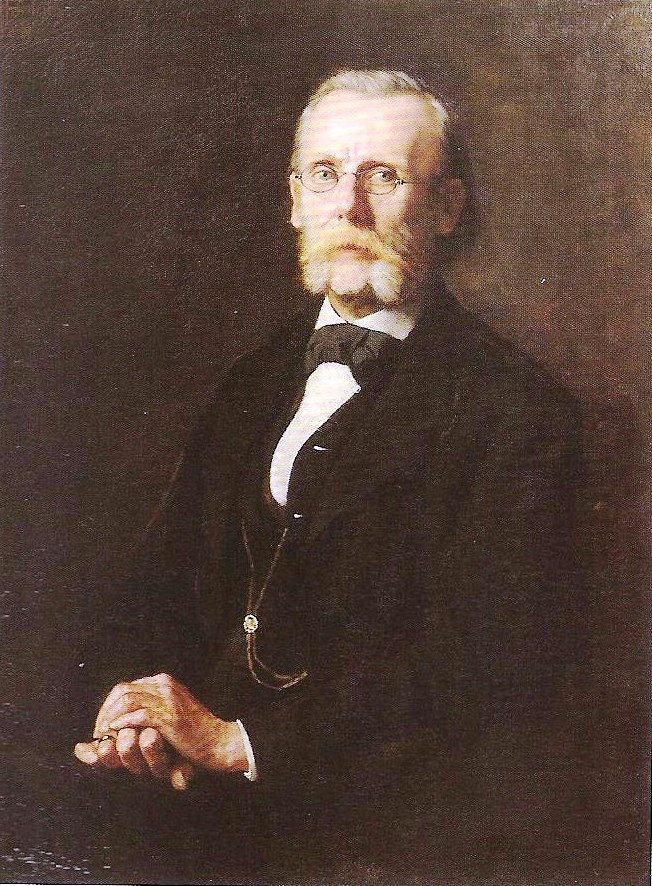
Harald Friedrich: (Gustav) Adolf Friedrich, 1879

Harald Otto Julius Friedrich wurde am 14. April 1858 als einziger Sohn von Adolf Friedrich (1824–1889) und Caroline Lehmann (1828–1914) in Dresden geboren. Er ist damit der Enkel und letzte männliche Nachkomme von Caspar David Friedrich (1774–1840). Die Eltern förderten das künstlerische Talent ihres Sohnes und nahmen ihn mit auf zahlreiche Reisen durch Europa. Die Ausbildung als Maler erhielt er während des Studiums an der Dresdner Kunstakademie von 1876 bis 1880. Seine Lehrer in der Porträt- und Historienmalerei waren Ferdinand Pauwels und Leon Pohle. Noch während des Studiums entstand 1879 ein bekanntes Porträt seines Vaters. Er verkaufte als Student Bilder an Privatpersonen und an den Sächsischen Kunstverein. Friedrich beteiligte sich mit seinen Arbeiten von 1877 bis 1894 an den akademischen Ausstellungen. Nach Studienaufenthalten in München und Venedig arbeitete er Anfang der 1880er Jahre im Meisteratelier von Anton von Werner in Berlin. 1886 bekam der Maler einen Lehrauftrag an der Technischen Hochschule Hannover und ab 1895 eine ordentliche Professur für Freihandzeichnen, Figurenzeichnen und Aktzeichnen für Maschineningenieure und Elektrotechniker an der Technischen Hochschule Hannover.
Im Atelier Friedrichs lernte ab 1895 sein Schüler Carl Wiederhold.
Friedrich heiratete 1897 Elisabeth Paula Wally Hedwig Veronelli (1876–1957). Einzige Tochter ist die Geigerin Annaliese Karoline Gertrud Emmy Friedrich (1898–1977). Die Familie reiste alljährlich in den Schweizer Ferienort Vevey.

## Werk
Harald Friedrich widmet sich in der Tradition der Familie der Landschaftsmalerei und beschäftigt sich auch mit den Motiven seines berühmten Großvaters wie das Gemälde Ansicht von Berchtesgaden mit Blick auf den Watzmann im Pommerschen Landesmuseum in Greifswald zeigt. Daneben entstanden Stillleben und Interieurs. Er sah sich dem Realismus seiner Zeit verpflichtet. Friedrichs Œuvre umfasst mehrere hundert Ölgemälde und Aquarelle, die in Museen, in privaten Sammlungen und im Kunsthandel präsent sind.

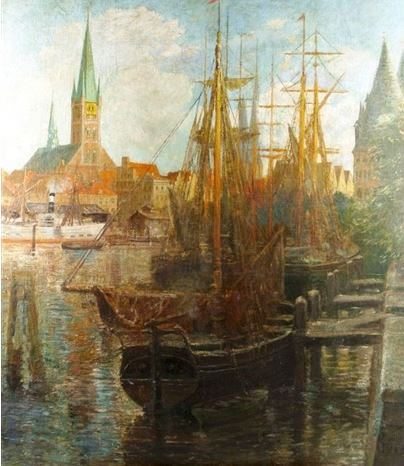
Harald Friedrich: Im Hafen von Lübeck, o. J.
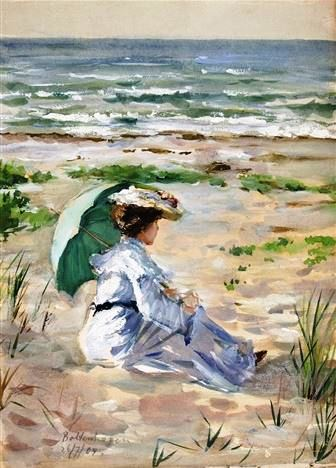
Harald Friedrich: Am Strand von Boltenhagen, 1904
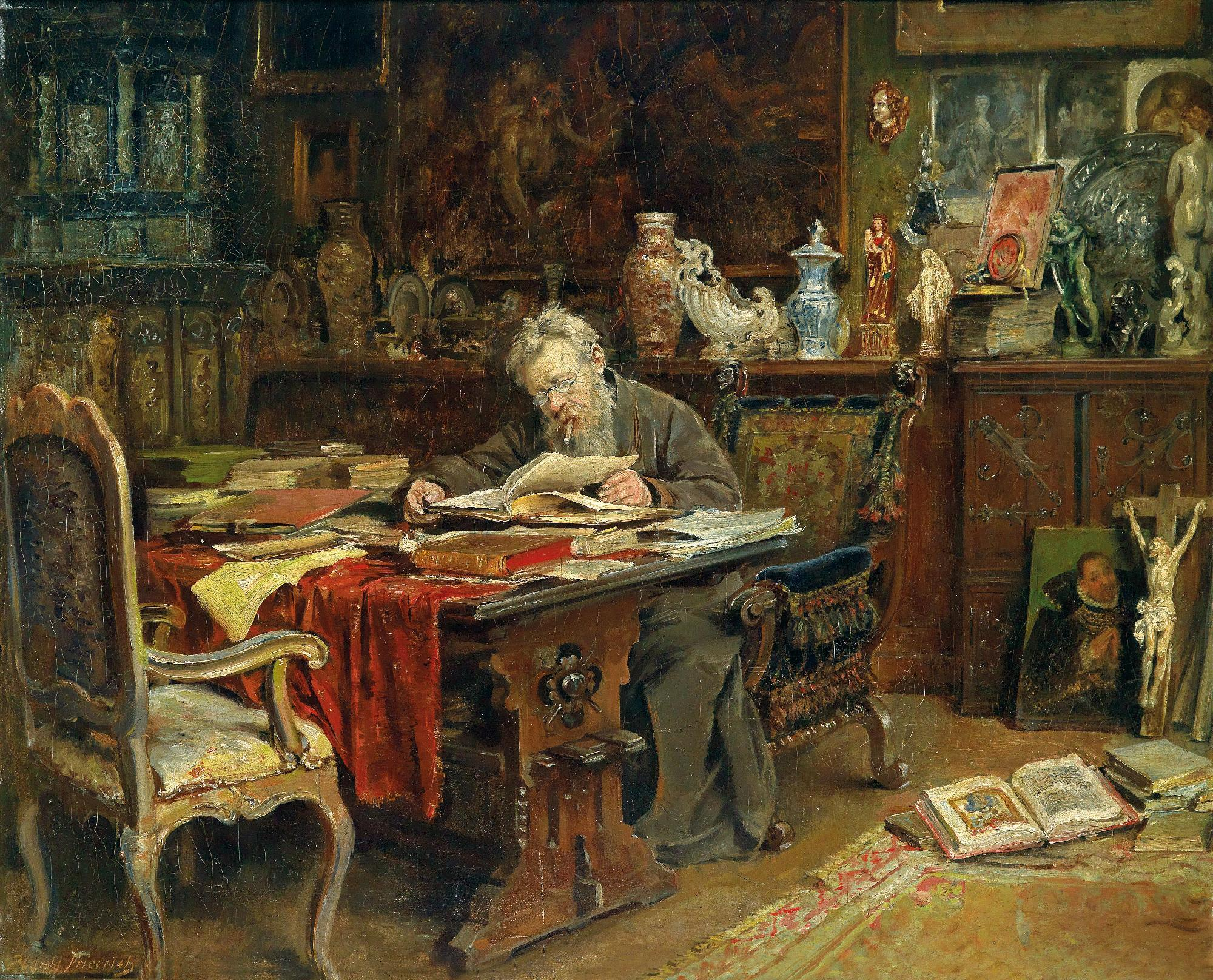
Harald Friedrich: Der Sammler, o. J.
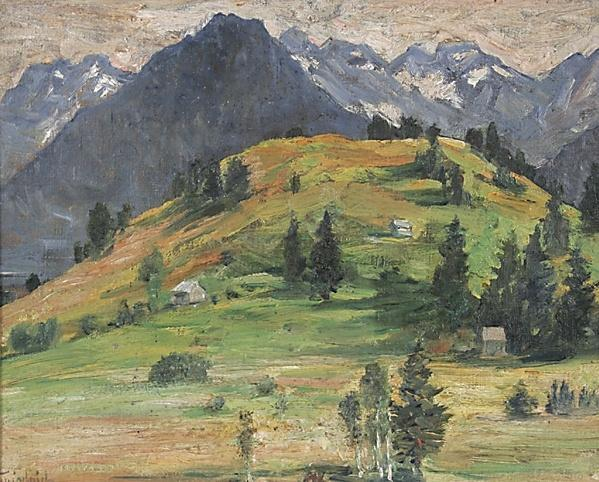
Harald Friedrich: Berglandschaft im Engadin, o. J.

## Kunstgeschichte
Harald Friedrich besaß einen Teil des Nachlasses seines Großvaters Caspar David Friedrich, den er überwiegend an die Kunsthalle Mannheim und die Kunsthalle Hamburg verkaufte.